# Thorvald Norling
Thorvald Reinhold Norling, född 9 mars 1891 i Göteborgs Kristine församling, död 6 september 1935 i Västra Skrävlinge församling, var en svensk friidrottare (häcklöpning) som tävlade för Malmö AI och vann två SM-guld (110 m häck 1914 och 400 m häck 1916). Norling innehade det svenska rekordet på 400 meter häck 1916 till 1921.
Norling var i det civila köpman och var under en period även idrottstränare i Polen. Han är begravd på Västra Skrävlinge kyrkogård.